# حميمق أسود الصدر
الحميمق الأسود الصدر أو السقاوة السوداء الصدر (الاسم العلمي: Hamirostra melanosternon) هو طير جارح كبير متوطن في البر الرئيسي لأستراليا. وصفه لأول مرة جون جولد في عام 1841، ويشكل هذا الحميمق جزءًا من العائلة البازية (العِقبان والبيزان والحميمقات) ويرتبط بشكل وثيق بالحدأة مربعة الذيل (الاسم العلمي: Lophoictinia isura). يعتبر هذا الطير صياد موهوب ومعروف بمهاراته الخاصة في تكسير البيض. أنواع هذا الحميمق شائعة الوجود في معظم مدى ونطاق وطنها.

## الوصف
جسمه وسطي الحجم، أصغر من حجم جسم العقاب الإسفينية الذيل وهي عقاب كبيرة معروفة في أستراليا (الاسم العلمي : Aquila audax) وأكبر من حجم جسم العقاب الصغيرة (الاسم العلمي : Hieraaetus morphnoides)، يعد الحميمق الأسود الصدر أحد أكبر الطيور الجارحة في أستراليا.  يراوح طول الحميمق البالغ بين 51 و61 سم، ويشمل ذلك ذيله القصير الذي يكون مربعي الشكل. مقياس باع جناحيه عند فتحهما كليا هو ما بين 147–156 سم، مما يجعل شكل الطائر مميزًا أثناء الطيران لأن أجنحته طويلة بوضوح وبشكل بارز؛ بالذات مقارنة مع جسمه وذيله القصيرين.  من الظاهر على هذه الصقور هو انها أحادية الشكل جنسياً (الذكر والانثى متشابهين في المظهر الجسدي) ، على الرغم من أن حجم الأنثى البالغة يكون أكبر قليلاً من حجم الذكر، وتزن حوالي 1330 جم، بينما يزن الذكر البالغ حوالي 1196 جم. هذا النوع من الصقور قريب جدا لطيور الحدأة ذات الذيل مربع الشكل (الاسم العلمي :Lophoictinia isura ). 
يظهر الحميمق الأسود الصدر بشكل خلاب بسبب العلامات المميزة التي تتواجد على ريشه عند اكتمال بلوغه. في الجانب السفلي مت جسده؛ يتناقض اللون الأسود - والذي يتواجد بشكل أساسي على الجسم والأجنحة - مع الأقسام البيضاء السميكة من ريشه التي تتواجد بالقرب من اطراف الأجنحة. في القسم العلوي من جسده؛ يتخلل لون الريش الأسود لون أحمر مرقش والذي يظهر على الظهر والكتفين. تُظهر الطيور في مراحل النمو والتي تكون غير ناضجة تلوينًا باهتًا من اللون البني، ويبدأ ظهور خطوط داكنة سوداء مع تقدم العمر وتزداد لاحقا مع البلوغ. للفراخ الاي تكون صغيرة جدا يتواجد زغب ذو لون أبيض، ويمكن وصفه بأنه «شبيه بالشعر» ويكون على اعلى رؤوسها.  يمكن التعرف على الطيور البالغة أثناء الطيران لوحدها عن طريق ريشها الذي يكون شكله متكسر أو مفقود، أو يمكن تمييزها عن كثب عندما تربض معًا من اللون الاحمر الخافت الذي يتواجد على الظهر والكتفين. 
يوصف النداء الشائع للحميمق الأسود الصدر بأنه صرخة خشنة حادة ومتكررة  أو صرخة حادة قصيرة .  تقوم الإناث البالغات أيضًا بإطلاق اصوات مناداة ناعمة شبيهة بالصفير من اجل دعوة الذكر للتزاوج، والقيام ببناء العش، والبحث عن الغذاء والدفاع عن العش. تستخدم الصقور اليانعة والصغيرة صوت الصفير أيضًا من اجل الحصول على الطعام من والديها.

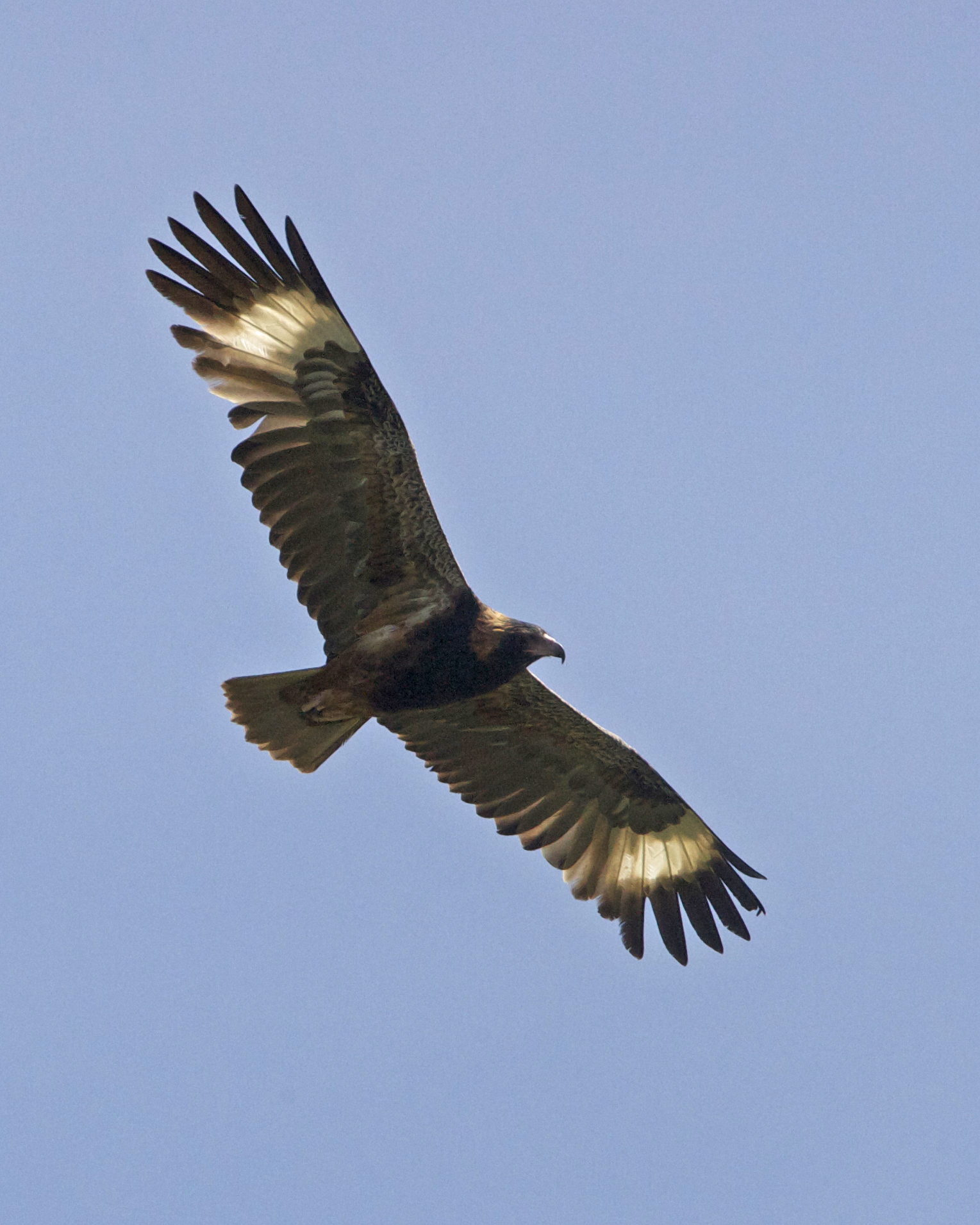
الشكل واللون المميز للحميمق خلال الطيران، ماري ريفر، الإقليم الشمالي.

## موائله وتوزيعه
يتوزع الحميمق الأسود الصدر على نطاق واسع، ولكن بشكل متناثر، في جميع أنحاء أستراليا الشمالية والداخلية  في المناطق التي تهطل بها كمية امطار تقل عن 500 مم سنويا.  يمتد نطاق سكن هذا الحميمق من شمال شرق جنوب أستراليا وشمال غرب نيو ساوث ويلز وشمال كوينزلاند والإقليم الشمالي والشمال الغربي الخارجي لأستراليا الغربية. لا يتواجد الحميمق الأسود الصدر في فيكتوريا أو إقليم العاصمة الأسترالية أو تسمانيا، بسبب كون المناخ المعتدل في هذه المناطق أكثر رطوبة.
يتواجد هذا الحميمق في مناطق محرشة ومفتوحة ولكن يمكن مشاهدته بشكل أكبر في الغابات الشطئية أو المناطق المفتوحة في الغابات المشجرة باشجار عالية والتي يتخللها أراضي حرجية كثيفة.   في دراسة عن موائل الطيور الجارحة في وسط أستراليا؛ لوحظ ان هذا الحميمق أكثر شيوعًا وتواجدا في الغابات المفتوحة، مما يدل على تفضيله الكبير لهذا النوع من الموائل.

## التغذية

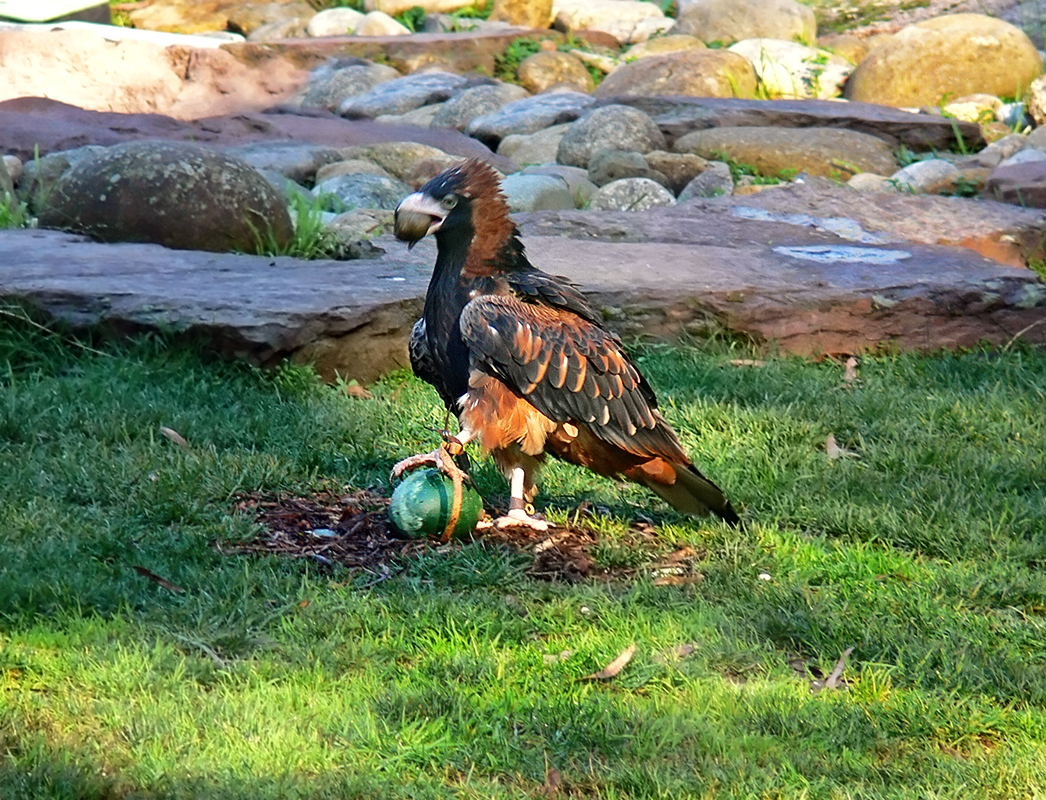
حميمق في الأسر يستخدم الحجر لتكسير بيضة طائر إيمو.

يصطاد الحميمق الأسود الصدر مجموعة متنوعة من الزواحف والثدييات والطيور الصغيرة، ويداهم أعشاش الطيور لسرقة بيض أو فراخ صغيرة، بما في ذلك فراخ تخص أنواع الطيور الجارحة الأخرى.  هذا الحميمق لا يعتبر متميز في الصيد أو صياد بارع بشكل ملحوظ، لذلك في الكثير من الاحيان يشتمل نظام غذاءه على اكل جثث حيوانات ثدية كبيرة قد نافقت الحياة، والتي من الممكن العثور عليها بالقرب من الطرق والمسارات وضفاف جدول المياه. 
يستخدم الحميمق هذا طرق متنوعة من اجل البحث عن الطعام، تشمل هذه الطرق التحليق بشكل مستقيم عبر مناطق مغطاة بالنباتات، والقيام بالصيد في مجموعات مع افراد فصيلته، ويقوم بالربض في مقامات عالية وكاشفة للمراقبة منها.  يقوم الحميمق بالسقوط عبر الجو، أو القفز، أو الغوص، أو حتى بحركات تزلجية من اجل ان ينقض ويهاجم فريسته.
يعتبر الحميمق الأسود الصدر ماهر في الصيد البري،  ومشهور ومعروف باستخدامه الحجارة لكسر بيض الطيور الكبيرة التي تعيش على الارضية مثل بيضة طائر إيمو، أو بيضة طير كركي متورد. يقوم باسقاط الأحجار أو رميها على البيض لكسرها، مما يسمح له بالوصول إلى محتوياتها من اجل الطعام. قد يستخدم الحميمق أيضًا منقاره لكسر البيض مباشرةً. 

## التكاثر
الحميمق الأسود الصدر عادة ما يكون أحادي الزواج، ويشكل روابط زوجية مدى الحياة.  يبني الحميمق أعشاشه في أشجار ذات طول وارتفاع وعرض كبير ويختار الاشجار التي تكون منفصلة ومنعزلة عن باقي الاشجار.  قد تكون الأشجار التي يختارها ميتة بأطراف مكشوفة عارية، أو حية ومورقة، ويبني أعشاشه على اغصان بارزة ومرتفعة في قمم الاشجار.  يساهم كلا من الوالدين في بناء العش بقدر متساو، وغالبا ما يعملان باتحاد وانسجام على بناءه. تصنع الأعشاش من اغصان ميتة وفروع مورقة، مع مواد مجمعة من على وجه الأرض أو من أشجار مقطوعة، تنقل الطيور مواد البناء هذه إلى مكان العش بواسطة الأقدام أو المنقار. مقياس أبعاد حجم العش الذي تبنيه هذه الطيور هي ارتفاع 1.2 متر × عرض 0.8 متر × وعمق 0.4 متر. حجم الاعشاش التي يبنيها الحميمق الأسود الصدر أكبر من الاعشاش التي يبنيها أي نوع آخر من الطيور الجارحة، بما في ذلك النسور ذات الذيل الوتدي (الاسم العلمي : Aquila audax) التي تمتلك جسد عملاق.
يضع الحميمق الأسود الصدر بيوضه من شهر أغسطس إلى شهر أكتوبر، حيث يُعتقد أن التكاثر يتم تحفيزه عن طريق زيادة طول اليوم، وكذلك عن طريق زيادة توفر الغذاء الذي يرتبط غالبًا بأحداث هطول الأمطار.   تتكون مجموعة البيض بشكل عام من بيضتين، حيث توضع هذه البيوض بفرق زمني يتراوح ما بين حوالي 8-13 يومًا تقريبًا ويتم حضنها لمدة 32-38 يومًا.  تبقى الطيور الصغيرة في العش لمدة تتراوح ما بين 68 و 73 يوما قبل بداية بلوغها الذي يحل عند وقت شهر ديسمبر تقريبا. تقوم الأنثى بمهمة الحفاظ على العش معظم الوقت بينما يطارد الذكر وراء الطعام ويعيده للعش. عادةً؛ ينجو من كل عش فرخ واحد فقط كل موسم.
يقص الحميمق أفنان مورقة حديثة، ويركبها على بنية العش الأساسية بشكل دوري خلال دورة التكاثر.  يُعتقد أن هذه الاضافات النباتية الخضراء تخدم أغراضًا طبية، مثل المساعدة في مكافحة الطفيليات ومسببات الأمراض، أو للحد من الباكتيريا.   تشير فرضيات أخرى إلى أن الاضافات النباتية الخضراء هذه قد تلعب دورًا في المغازلة، أو تساعد في تنمية التعشيش. على الرغم من أن هذه الظاهرة معروف حدوثها وشائعة عند عدة مجموعات متنوعة من أنواع الطيور في كل أنواع المناخات والموائل في جميع أنحاء العالم، إلا أنه لم يتم فك شيفرة هذا السلوك بشكل كامل حتى يومنا هذا.

## الجهود لحمايته

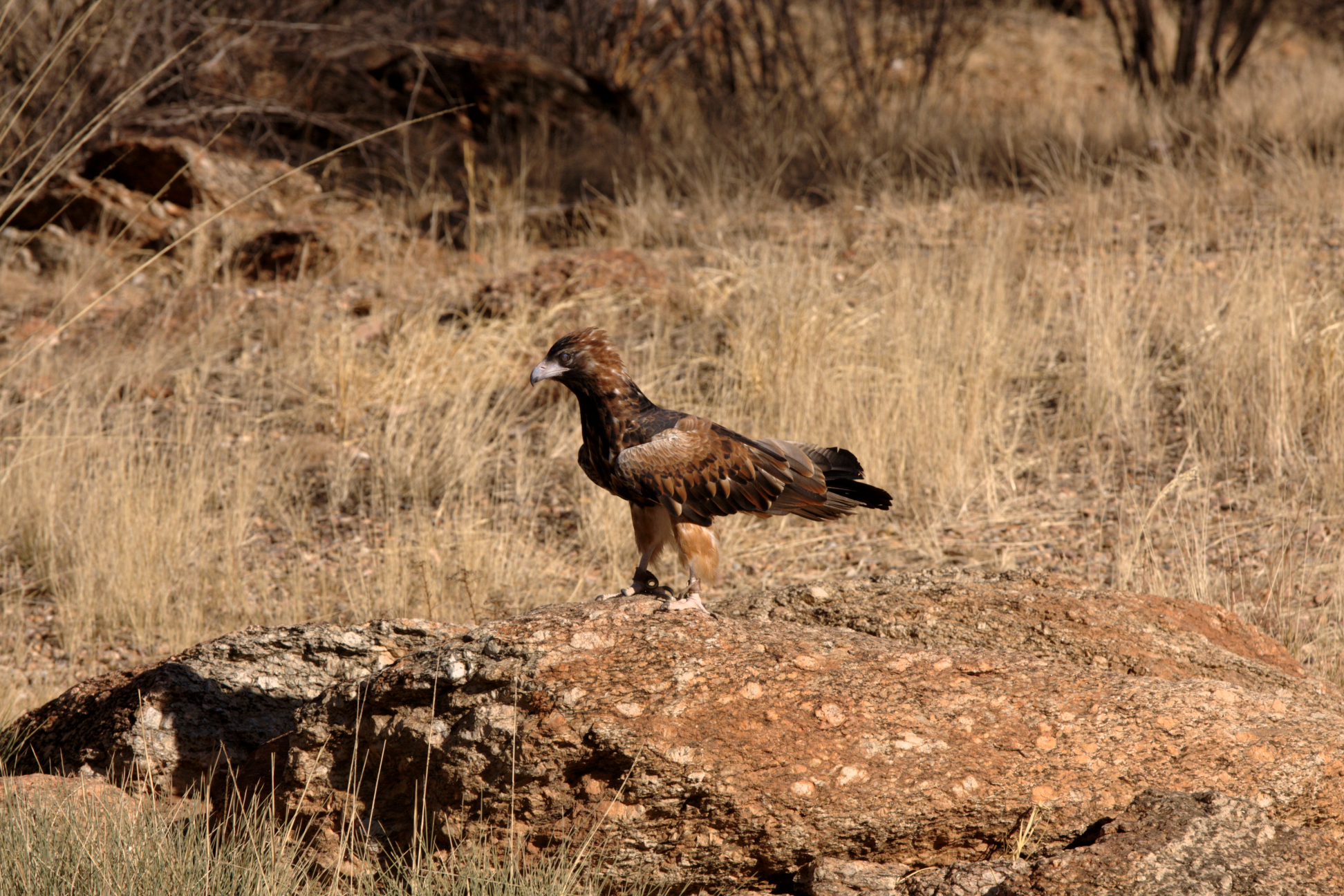
الموائل شبه القاحلة التي يعيش بها الحميمق الأسود الصدر، أستراليا.

تصنف القائمة الحمراء الحالية للاتحاد الدولي لحفظ الطبيعة (IUCN)، حالة الحفظ المتعلقة بخصوص طيور الحميمق هذا على انها ضمن فئة " الأقل قلقاً"؛ أي أن طيور الحميمق من هذا النوع غير مهددة بخطر الانقراض.   على الرغم من أنه لم يتم إدراجه ضمن قائمة الانواع المهددة بمن قِبل الكومنولث الأسترالي،  تم إدراجه على أنه مهدد في نيو ساوث ويلز ونادر الوجود في جنوب أستراليا. قيمت الدراسات الحديثة الحميمق الأسود الصدر بانه أحد أنواع الطيور، من مجموعة كبيرة تشمل عدة طيور أخرى، التي تواجه مخاوف بشكل خاص امام حفظها في القسم الغربي من نيو ساوث ويلز.  تقدر اعداد افراد هذا الطير بشكل غير مؤكد على انها تتراوح ما بين 1000 إلى 10,000 فرد.
منذ وقت الاستيطان الأوروبي في أواخر سنوات عقد 1700؛ يتواجد انخفاض كبير في عدد افراد الطيور الجارحة من الأنواع الأسترالية، ويشمل ذلك الحميمق الأسود الصدر. تشير السجلات التاريخية إلى انقراض الحميمق الأسود الصدر عند أوائل سنوات الثلاثينيات من بعض المناطق التي كانت تعتبر جزء من مداه السابق. أسباب انخفاض عدد الافراد، في العديد من أنواع الطيور الجارحة في المناطق القاحلة وشبه القاحلة في أستراليا تشمل تغيرات في المناطق الطبيعية على نطاق واسع بسبب الزراعة الرعوية الكثيفة وإزالة النباتات الاصلية، الرعي الزائد لحيوانات المزارع، وازدياد أعداد الكنغر والحيوانات البرية ؛ تغيرات باحداث اضرام النيران المشتعلة ؛ إدخال الحيوانات المدمرة مثل القطط المنزلية ( Felis catus ) والثعلب الأحمر ( Vulpes vulpes ) ؛ ووقف ممارسات الصيد التقليدية للشعوب الأصلية وتوقيف إدارة الأراضي.  من المعروف أن فترات الجفاف الشديدة التي حدثت خلال اواخر القرن العشرين وبداية القرن الواحد والعشرون أدت إلى مضاعفة التأثيرات السلبية التي يعاني منها مجتمعات الطيور الجارحة بالفعل. 
التسميم غير المقصود للطيور الجارحة من خلال تناول فريسة التي تم قتلها بسموم هو تهديد معروف لأنواع الطيور الجارحة في جميع أنحاء العالم    ومساهم محتمل في إنخفاض اعدادها في أستراليا.   وكثيراً ما يتم إدخال هذه السموم للبيئة من قبل البشر لمكافحة الحيوانات والحشرات التي تعتبر آفة. تشمل الأسباب المحتملة الأخرى للانخفاض، الإعتداء المباشر من قِبل البشر مثل الاستيلاء على البيض وإطلاق النار عليها بشكل غير قانوني وهو ما تم تسجيل حدوثه لعدد من أنواع الطيور الجارحة الأسترالية، على سبيل المثال، العقاب ( الاسم العلمي : Pandion haliaetus ) في جنوب أستراليا.  وأوروبا والعقاب الإسفينية الذيل التسمانية [الإنجليزية] (الاسم العلمي: Aquila audax fleayi ).
يعد التغير المناخي الذي يؤدي إلى زيادة فترات الجفاف في المناطق القاحلة وشبه القاحلة في أستراليا   مصدر تهديد لبقاء العديد من أنواع الطيور الجارحة، خاصة تلك التي تعتاش على حميات معينة وتعتمد على مجموعة محدودة من أنواع الفرائس.  يعتاش الحميمق الأسود الصدر من خلال نظام غذائي متنوع الذي يشمل الجيفة الميتة، هذا الامر قد يوفر له بعض المساعدة في مواجهة الجفاف الشديد عندما تزداد وفرة جثث الثدييات الكبيرة المتوفاة. ومع ذلك، يفضل الحميمق العيش والتعشيش على مدار السنة، في الغابات الشطئية المتواجدة على طول جداول المياه وقنوات التصريف.  نظرًا لأن هذه المناطق تميل إلى الجفاف في ظل ظروف الجفاف، من المحتمل أن يؤدي هذا الأمر لفقدان الموائل وبالتالي يهدد قدرة الحميمق على الإنجاب والتكاثر، وعلى نجاته وبقائه على قيد الحياة.  كما وتساهم أحداث الحرائق الهائلة، المتكررة والمتزايدة، في إنخفاض كمية الأشجار الكبيرة والموائل المحتملة التي يسعى اليها الحميمق الأسود الصدر من اجل العيش والتعشيش بها. 
يعتبر برنامج الحفاظ على الأراضي الطبيعية والذي يشمل حماية الموائل الحالية وإعادة الكساء النباتي المفقود للموائل التي تم خسارتها، الخطوة الأولى في حماية الحميمق هذا وأقاربه من الطيور والتنوع البيولوجي العام للأراضي الأسترالية القاحلة وشبه القاحلة.    

## روابط خارجية
حكومة نيو ساوث ويلز - لمحة عن الأنواع المهددة
- Birdlife International - صحيفة وقائع الأنواع
- كتيب طيور العالم حيًا - الطنان ذو الصدر الأسود
- أطلس أستراليا الحية - نبذة عن الأنواع
- الطيور في الأفنية الخلفية - الأنواع